# Madaoua
Madaoua – miasto w Nigrze, w departamencie Tahoua. Według danych szacunkowych na rok 2013 liczy 42 475 mieszkańców.